# Greim
Greim är en bergstopp i Österrike.   Den ligger i distriktet Murau och förbundslandet Steiermark, i den centrala delen av landet, 200 km sydväst om huvudstaden Wien. Toppen på Greim är 2 474 meter över havet.
Terrängen runt Greim är kuperad österut, men västerut är den bergig. Runt Greim är det ganska glesbefolkat, med 22 invånare per kvadratkilometer.. Närmaste större samhälle är Murau, 15,5 km söder om Greim. 
I omgivningarna runt Greim växer i huvudsak blandskog.